# Botica de Peñaranda de Duero
Dentro del conjunto histórico de Peñaranda de Duero (provincia de Burgos, España), destaca por su singularidad la Botica, farmacia de principios del siglo XVIII, que se ha ido manteniendo y custodiando por ocho generaciones de farmacéuticos de la misma familia, y que en la actualidad sigue en activo conservando la tradición de otros tiempos.
Situada en una de las principales calles de Peñaranda, conocida como calle de la Botica, la fachada conserva la inscripción de BOTICA, y en el enrejado de una ventana se puede distinguir el escudo de farmacia, representado por una serpiente depositando su veneno en una copa.
Una doble puerta, con la parte superior acristalada a modo de ventana, permite la dispensación a través de ella a la manera tradicional.
Atravesando dicha puerta se accede a la botica propiamente dicha, que conserva en su interior, bajo la inscripción de los nombres de los anteriores propietarios de esta farmacia, dispuestos en estanterías de madera, una interesante colección de tarros de cerámica, que han venido siendo utilizados de forma habitual en esta farmacia, así como originales piezas de vidrio, algunos de ellos contenedores de antiguos medicamentos, como los ojos de cangrejo, la píldora perpetua, los corales orjos, bezoar, píldoras Bland, cohinillas, agallas de alepo, o la famosa Triaca Magna de Andrómaco, hoy medicamentos exóticos que en su día fueron de uso cotidiano.
Otra de las dependencias indispensables en toda farmacia es la rebotica, situada detrás de la farmacia y que sigue conservando todo el encanto de siglos pasados, presenta una serie de cajoneras dedicadas a conservar plantas medicinales.
A continuación se dispone el antiguo laboratorio, en el que se pueden contemplar la colección de morteros, un alambique, un pildorero, hornillos, crisoles, espátulas, antiguas pesas y medidas, así como una interesante y práctica colección de libros para conocer el estado de las ciencias médicas y farmacológicas de otros tiempos. Entre los que destacamos el más antiguo, «Pedacio Dioscórides Anazarbeo», acerca de la materia medicinal, traducido de la lengua griega a la vulgar castellana, por el Doctor Andrés Laguna, año 1565.
Al fondo, un pequeño jardín, en su día utilizado como huerto de cultivo de plantas medicinales, que no se daban de forma espontánea en la comarca castellana, como adormideras, saúcos, ricinos, rosas rubras y de Alejandría, belladona, beleño, estramonio, violetas, jacintos, etc.